# Spațiu măsurabil
În matematică, un spațiu măsurabil sau spațiu Borel este un obiect de bază în teoria măsurii. Este format dintr-o mulțime și o σ-algebră, care definește submulțimile ce vor fi măsurate.
Captează și generalizează noțiuni intuitive precum lungimea, aria și volumul cu o mulțime {\displaystyle X} de „puncte” în spațiu, însă regiunile spațiului sunt elementele σ-algebrei, deoarece măsurile intuitive nu sunt de obicei definite pentru puncte. Algebra surprinde, de asemenea, relațiile care ar putea fi așteptate de la regiuni: că o regiune poate fi definită ca o intersecție a altor regiuni, o reuniune a altor regiuni, sau spațiul cu excepția unei alte regiuni.

## Definiție
Se consideră o mulțime {\displaystyle X} și o σ-algebră {\displaystyle {\mathcal {F}}} pe {\displaystyle X.} Atunci perechea {\displaystyle (X,{\mathcal {F}})} se numește spațiu măsurabil.
De remarcat că, spre deosebire de un spațiu cu măsură, nu este necesară nicio măsură pentru un spațiu măsurabil.

## Exemplu
Fie mulțimea {\displaystyle X=\{1,2,3\}.} O posibilă {\displaystyle \sigma }-algebră ar fi: {\displaystyle {\mathcal {F}}_{1}=\{X,\varnothing \}.} Atunci {\displaystyle \left(X,{\mathcal {F}}_{1}\right)} este un spațiu măsurabil. O altă {\displaystyle \sigma }-algebră posibilă ar fi mulțimea părților lui {\displaystyle X}: {\displaystyle {\mathcal {F}}_{2}={\mathcal {P}}(X).} Cu aceasta, un al doilea spațiu măsurabil pe mulțimea {\displaystyle X} este dat de {\displaystyle \left(X,{\mathcal {F}}_{2}\right).}

## Spații măsurabile uzuale
Dacă {\displaystyle X} este mulțime finită sau infinit numărabilă, {\displaystyle \sigma }-algebra este cel mai adesea mulțimea părților lui {\displaystyle X,} deci {\displaystyle {\mathcal {F}}={\mathcal {P}}(X).} Aceasta conduce la spațiul măsurabil {\displaystyle (X,{\mathcal {P}}(X)).}
Dacă {\displaystyle X} este un spațiu topologic, {\displaystyle \sigma }-algebra este cel mai adesea {\displaystyle \sigma }-algebra Borel {\displaystyle {\mathcal {B}},} deci {\displaystyle {\mathcal {F}}={\mathcal {B}}(X).} Aceasta conduce la spațiul măsurabil {\displaystyle (X,{\mathcal {B}}(X))} care este comun pentru toate spațiile topologice, cum ar fi numerele reale {\displaystyle \mathbb {R} .}

## Ambiguitate cu spațiile Borel
Termenul de spațiu Borel este folosit pentru diferite tipuri de spații măsurabile. Se poate referi la
- orice spațiu măsurabil, deci este un sinonim pentru un spațiu măsurabil așa cum este definit mai sus[1]
- un spațiu măsurabil care este Borel izomorf cu o submulțime măsurabilă a numerelor reale (din nou cu {\displaystyle \sigma }-algebra Borel)[3]